# チャラ湖
チャラ湖（チャラこ、スワヒリ語:Ziwa Chala、英語:Lake Chala）は、タンザニアとケニアの国境におけるキリマンジャロにある火山湖である。長さは3キロ。幅は2.4キロ。面積は4.2平方キロ。最大深度は90メートル。チャラ湖の川にカバが群れで生息している。

## 注脚
1. ↑  世界一周　～Ｆｅｅｌ　Ｔｈｅ　Ｗｏｒｌｄ～
2. ↑  カバの大群（アフリカ・タンザニア）